# 제닉스

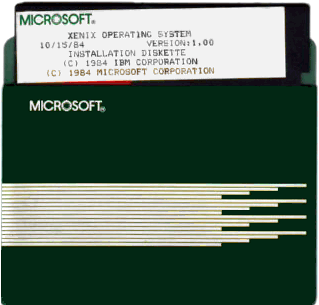
IBM/마이크로소프트 제닉스 1.00 (5.25인치 플로피 디스크)

제닉스(Xenix)는 1980년대 마이크로소프트사에서 개발한 유닉스 운영 체제이다. 그 후 산타 크루즈 오퍼레이션(Santa Cruz Operation, SCO)에서 이 소프트웨어에 대한 배타적 권한을 획득하여 결국 SCO UNIX라는 이름으로 배포를 시작했다.

## 역사
제닉스는 마이크로소프트사에서 마이크로 컴퓨터용으로 개발한 유닉스의 한 종류이다. 마이크로소프트는 "UNIX" (유닉스)라는 이름의 사용 허가를 받지 못하여, Xenix (제닉스)란 새로운 이름을 지어 부르게 되었다. 마이크로소프트는 1979년에 AT&T로부터 버전 7 유닉스의 라이선스를 구입하여, 1980년 8월 25일 유닉스를 16비트 마이크로컴퓨터 시장에서 사용될 수 있게 하겠다고 발표했다.
제닉스는 버클리 소프트웨어 배포(BSD)의 요소를 적극적으로 도입해서 정통 유닉스와 차이점이 생겼다. 그리고 곧 값싼 x86 컴퓨터의 인기로 가장 대중적인 유닉스가 되었다.
마이크로소프트는 제닉스를 최종 사용자에게 직접 판매하지 않고, 인텔, 탠디, 알토스, SCO 등 소프트웨어 OEM 업체에 라이선스를 판매하여, 다양한 컴퓨터 아키텍처로 포팅하도록 했다. 마이크로소프트가 개발한 제닉스는 PDP-11에서 돌아갔으며, 최초의 포팅은 자일로그의 16비트 CPU Z8001 시스템으로였다. 알토스 사는 1982년 초에, 탠디 사는 68000기반 시스템용을 1983년 1월에, 그리고 SCO는 인텔 8086용을 1983년 9월에 출시했다. 68000 기반의 애플 리사용 포팅도 존재한다. 당시 제닉스는 AT&T의 유닉스 시스템 III를 기반으로 했다.
제닉스의 2.0 버전은 유닉스 시스템 V를 기반으로 1985년에 출시되었다. 버전 2.1.1 업데이트를 통해 인텔 80286 프로세서에 대한 지원이 추가되었다. 이어진 버전에서는 System V와의 호환성이 향상되었다.
마이크로소프트는 IBM과 OS/2를 개발하기로 합의하면서, 제닉스를 발전시키는 데 흥미를 잃었다. 1987년에 마이크로소프트는 SCO의 지분 중 25%를 갖기로 하고 제닉스의 판권을 양도했다. 1987년에, SCO는 32비트인 386 프로세서용으로 제닉스를 포팅했다. 제닉스 2.3.1 버전은 i386, SCSI, 그리고 TCP/IP를 지원했다.
마이크로소프트는 1992년까지도 내부적으로 썬 마이크로시스템즈 워크스테이션과 VAX 미니컴퓨터에서 제닉스를 계속 사용한 것으로 알려져 있다.
Samuel J. Leffler 등이 쓴 The Design and Implementation of the 4.3BSD UNIX Operating System에 "1980년대 후반 제닉스는 사용되는 컴퓨터 수로 따져서, 아마도 가장 널리 사용되는 유닉스 운영 체제였을 것이다."라고 서술하고 있을 정도로 제닉스는 값싸고 대중적인 운영 체제였다.
1989년에 SCO는 제닉스를 SCO UNIX로 분화시켰다. 그동안 AT&T는 제닉스, BSD, SunOS와 시스템 V의 시스템 V 릴리즈 4로의 통합을 완료했다. SCO UNIX는 그 때까지도 시스템 V 릴리즈 3에 기반하고 있었으나 Release 4의 기능을 대부분 지원했다. 제닉스 자체의 최종 버전은 2.3.4였다.